# Susanne Mair
Susanne Mair (* 9. März 1994 in Bannberg) ist eine österreichische Langstreckenläuferin und mehrfache Staatsmeisterin.
Eltern:Veronika Mair und Josef Mair.

## Werdegang
2010 wurde Susanne Mair Österreichische Junioren-Meisterin Berglauf und sie konnte diesen Erfolg in den Folgejahren noch zweimal wiederholen.
Im April 2015 gewann sie beim Vienna City Marathon den Halbmarathon. Im August wurde die 21-Jährige im Training bei einem Unfall mit einem Mähfahrzeug schwer verletzt.
2016 wurde sie in Schladming hinter der siebenfachen Europa- und Weltmeisterin Andrea Mayr Vizestaatsmeisterin im Berglauf.
Im Februar 2018 gewann die damals 23-Jährige den „Vertical-Up“ in Kitzbühel.
Nach dem dritten Platz bei den Staatsmeisterschaften im Skibergsteigen entschied Mair im Februar 2020 den zweiten Bewerb der „Vertical Up Tour 2020“, das „Xtreme Up“-Rennen in Wolkenstein im Grödner Tal, für sich.
Susanne Mair lebt in Innsbruck und startet für den Verein Union Raika Lienz. Sie studierte Pharmazie.

## Sportliche Erfolge
| Datum/Jahr    | Rang | Wettbewerb                                           | Austragungsort               | Zeit       | Bemerkung                                                                                |
| ------------- | ---- | ---------------------------------------------------- | ---------------------------- | ---------- | ---------------------------------------------------------------------------------------- |
| 28. Juli 2019 | 4    | Schlickeralmlauf                                     | Schlick                      | 01:15:54   | 2. Platz Tiroler Berglaufmeisterschaft 2019                                              |
| 25. Feb. 2018 | 1    | Vertical-Up                                          | Kitzbühel                    |            | Strecke auf der Streif                                                                   |
| 17. Feb. 2018 | 1    | Vertical-Up                                          | Lienz                        |            | 3. Hochstein Tourenlauf; Tiroler Vertical-Meisterin                                      |
| 27. Jan. 2018 | 3    | Vertical-Up                                          | Gröden                       |            | [ 5 ]                                                                                    |
| 6. Jan. 2018  | 2    | Vertical Up                                          | Hinterstoder                 |            | Zweite hinter Andrea Mayr auf der Hannes-Trinkl-Strecke                                  |
| 30. Juli 2017 | 4    | Schlickeralmlauf                                     | Schlick                      | 01:16:48,7 | 3. Platz in der Klasse W20                                                               |
| 31. Juli 2016 | 5    | Schlickeralmlauf                                     | Schlick                      | 01:11:16,7 | WMRA World Cup; 3. Platz in der Klasse W20                                               |
| 5. Juni 2016  | 2    | Staatsmeisterschaft Berglauf                         | Schladming                   | 00:50:00   | hinter Andrea Mayr                                                                       |
| 26. Juli 2015 | 1    | Schlickeralmlauf                                     | Schlick                      | 00:42:44,5 | Sieg vor der Vizeweltmeisterin Lucy Wambui Murigi auf wegen Vermurung verkürzter Strecke |
| 19. Juli 2015 | 4    | Großglocknerlauf                                     | Heiligenblut am Großglockner | 01:29:25,5 | 12,67 km und 1494 hm                                                                     |
| 4. Juni 2015  | 18   | Berglauf-Europameisterschaften                       | Madeira                      | 00:57:04   | 8,25 km und 850 hm; Silbermedaille im Team, zusammen mit Andrea Mayr und Sabine Reiner   |
| 14. Sep. 2014 | 36   | Berglauf-Weltmeisterschaften 2014                    | Casette di Massa             |            |                                                                                          |
| 2012          | 22   | Berglauf-Europameisterschaften                       |                              |            |                                                                                          |
| 2012          | 1    | Österreichische Meisterschaften Berglauf U20         | Osterreich                   |            | Österreichische Meisterin U20                                                            |
| 25. Sep. 2011 | 1    | Hochfellnberglauf                                    | Bergen (Chiemgau)            | 00:56:17,8 | 8,9 km und 1074 hm                                                                       |
| 10. Juli 2011 | 4    | Berglauf Europameisterschaft Junioren                | Bursa                        | 00:22:23   | Bronzemedaille im Team                                                                   |
| 2011          | 1    | Österreichische Meisterschaften Berglauf U20         | Kleinwalsertal               |            | Österreichische Meisterin U20                                                            |
| 5. Sep. 2010  | 17   | Berglauf-Weltmeisterschaften 2010                    | Kamnik                       | 00:27:29   | bei den Juniorinnen                                                                      |
| 2010          | 1    | Österreichische Meisterschaften Berglauf Juniorinnen | Osterreich                   |            | Österreichische Junioren-Meisterin (8 km und 1130 hm)                                    |

| Datum/Jahr    | Rang | Wettbewerb                                    | Austragungsort | Zeit     | Bemerkung           |
| ------------- | ---- | --------------------------------------------- | -------------- | -------- | ------------------- |
| 2014          | 3    | Österreichische Meisterschaften Crosslauf U23 | Osterreich     |          |                     |
| 11. Dez. 2011 | 87   | Crosslauf-Europameisterschaften 2011          | Velenje        | 00:15:43 | bei den Juniorinnen |

| Datum/Jahr    | Rang | Wettbewerb                                       | Austragungsort | Zeit     | Bemerkung                         |
| ------------- | ---- | ------------------------------------------------ | -------------- | -------- | --------------------------------- |
| 12. Apr. 2015 | 1    | Vienna City Marathon                             | Wien           | 01:18:25 | Siegerin Halbmarathon             |
| 5. Okt. 2014  | 3    | Jedermannlauf Salzburg                           | Salzburg       | 01:17:22 | persönliche Bestzeit Halbmarathon |
| 2013          | 1    | Österreichische Meisterschaften 10 km Straße U20 | Villach        |          | Österreichische Meisterin U20     |

(DNF – Did Not Finish)